# USS Gato (SS-212)
El USS Gato (SS-212) fue un submarino de la Armada de los Estados Unidos; líder de la clase que lleva su nombre. Combatió en la Segunda Guerra Mundial en el teatro del Pacífico entre 1941 y 1946.

## Construcción
Fue construido por Electric Boat Co. en Groton, Connecticut, Estados Unidos. Tuvo su puesta de quilla en 1940, fue botado en 1941 y puesto en servicio el mismo año.
Su nombre remite a una especie de tiburón que habita las aguas de México.

## Historia de servicio
El USS Gato estuvo en la guerra del Pacífico.
Su primera patrulla (abril-junio de 1942) desde Pearl Harbor incluyó un frustrado ataque contra un portaaviones japonés en las islas Marshall. En su segunda patrulla (julio-agosto de 1942) averió un buque desconocido.
Durante su cuarta patrulla (enero-febrero de 1943), el Gato hundió tres buques japoneses, concretamente el Kenkon Maru (21 de enero), el Nichiun Maru (29 de enero) y el Suruga Maru (el 15 de febrero), todos en Nueva Georgia, islas Salomón. Posteriormente en la quinta patrulla el 29 de marzo desembarcó un equipo de inteligencia australiano en la isla y embarcó veintisiete niños, nueve madres y tres abuelas que luego transfirió a otro buque en la isla de Ramos, Florida. Durante un ataque sumergido el 4 de abril de 1943, entre las islas Tanga y Lihir, sufrió la violenta explosión de tres cargas de profundidad y fue a Brisbane por once días el 20 de abril. El 29 de mayo desembarcó más comandos australianos.
La sexta patrulla (septiembre-octubre de 1943) por Truk y Bougainville. En ruta atacó un convoy, logrando averiar dos cargueros desconocidos. Su séptima patrulla (noviembre de 1943-enero de 1944) fue en el archipiélago Bismarck. El 30 de noviembre hundió al transporte Columbia en un ataque conjunto con el USS Ray. El 16 de diciembre atacó un convoy hundiendo al transporte Tsuneshima Maru. Luego atacó un convoy cuatro días más tarde hundiendo al carguero Tsuneshima Maru y averió otro carguero. Luego de dos horas evadiendo cargas de profundidad, finalmente escapó a sus atacantes. Finalizó patrulla en Nueva Guinea.
En 1944 realizó su octava patrulla en la zona de Nueva Guinea y Truk. Hundió un arrastrero en Truk el 15 de febrero; al transporte Daigen Maru No. 3 el 26 y el carguero Okinoyama Maru No. 3 el 12 de marzo. Dos arrastreros fueron destruidos por fuego de cañón antes de regresar a Pearl Harbor el 1 de abril de 1944.
Durante su undécima patrulla (enero-marzo de 1945), el Gato patrulló el mar Amarillo como unidad de un grupo de ataque coordinado que incluyó a los USS Jallao y USS Sunfish. Hundió un buque costero y al transporte Tairiku Maru el 21 de febrero, luego regresó a Guam. Realizó su duodécima patrulla el 12 de abril de 1945, tomando como estación salvavidas en apoyo a la invasión de Okinawa. En la noche del 22 al 23 de abril de 1945, tuvo un breve enfrentamiento con dos submarinos japoneses y escapó por poco a la destrucción cuando torpedos le pasaron.
Fue retirado del servicio en 1946; y regresó nuevamente para servir como buque de entrenamiento en Nueva York y luego Baltimore, Maryland.
Recibió trece estrellas de servicio y la Presidential Unit Citation.